# Ton Harmsen
Anton (Ton) Harmsen (28 juli 1925 – 6 september 1998) was een Nederlands voetbalbestuurder. Hij is vooral bekend geworden als voorzitter van Ajax, maar was ook sectiebestuurslid betaald voetbal van de KNVB.

## Loopbaan
Harmsen was Ajax-voorzitter in de periode zomer 1978 tot en met herfst 1988. Hij volgde de populaire Jaap van Praag op, die de club veertien jaar had geleid (1964/65-1977/78), en grote successen vierde in de club (1965/66-1972/73). Eind 1988 werd Ton Harmsen opgevolgd door Michael van Praag, de zoon van zijn voorganger. 
Harmsen was niet populair en werd omschreven als een "bullebak". Hij was oud-basketbal international en had een succesvol bedrijf  opgebouwd Harmsen Verwarming, actief in verwarmingsartikelen. Hij haalde Johan Cruijff terug naar Ajax, eerst in november 1980 als technisch adviseur, vervolgens in december 1981 als speler, en als technisch directeur en trainer tussen juni 1985 en januari 1988. Hij bleek een neus te hebben voor goede trainers. Harmsen schoof onder andere zijn protegé Louis van Gaal naar voren als assistent-coach en stelde de relatief jonge coaches Aad de Mos (1980-1985) en Leo Beenhakker (1978-1981) aan. De grootste successen onder leiding van Harmsen waren het winnen van de Europacup II 1986/87, en vijf landskampioenschappen in zeven seizoenen, vanaf 1978/79 tot en met 1984/85. Ook werden er zes KNVB-bekerfinales gespeeld tussen 1978/79 en 1986/87, waarvan er vier werden gewonnen.
Als voorzitter van Ajax liet Harmsen de eerste skyboxen van Nederland bouwen in het voetbalstadion De Meer. Met elektronicaconcern TDK sloot hij begin 1982 het eerste shirtsponsor contract van Ajax. Achteraf is er discussie geweest of het bestuur-Harmsen/van Eijden de financiën van de club nu gesaneerd heeft (onder andere door dure vedetten te verkopen, met name tussen 1980 en 1983, en vooral ook door de Europese successen in 1986/87 en 1987/88, toen 2 finales werden bereikt) of juist schulden heeft gemaakt. Na een conflict met Johan Cruijff in 1988 raakte de weinig populaire Harmsen verder in de knel. Ajax draaide slecht in het begin van het seizoen 1988/89 en na nederlagen tegen PEC Zwolle en RKC stapte Harmsen op. Als officiële reden werd gegeven dat hij werd bedreigd.

## Zwart-geldaffaire
Enkele dagen na het vertrek van Harmsen in 1988 deed de FIOD een inval bij de club. Er kwam aan het licht dat Harmsen een bepalende rol had gespeeld bij belastingontduiking bij transfers van Søren Lerby, Henning Jensen, Frank Arnesen en Frank Stapleton. In 1991 werd hij wegens deze belastingfraude veroordeeld tot een boete van 175.000 gulden en een voorwaardelijke gevangenisstraf. Persoonlijk had hij zich niet verrijkt aan de transfers. Wegens deze affaire werd Harmsen door Ajax geroyeerd als clublid. 

## Overlijden
Harmsen kreeg op oudejaarsdag 1988 een herseninfarct. Na een langdurige revalidatie in Zwitserland kwam hij er weer bovenop. In 1998 raakte hij in coma en overleed hij op 73-jarige leeftijd. Het bestuur van Ajax negeerde het overlijden van de oud-voorzitter, in tegenstelling tot de supporters die een rouwadvertentie plaatsten. Harmsen werd op 11 september 1998 gecremeerd in crematorium Westerveld.